# 곤명초등학교
곤명초등학교는 대한민국 경상남도 사천시 곤명면 정곡리에 있는 공립 초등학교이다.

## 학교 연혁
- 1924년 10월 3일 곤명공립보통학교 개교(송림리, 설립인가 4월 19일)
- 1938년 4월 1일 곤명공립심상소학교로 교명 변경
- 1941년 4월 1일 곤명공립국민학교로 교명 변경
- 1983년 1월 19일 병설유치원 설치인가
- 1994년 2월 28일 봉계국민학교 통합
- 1996년 3월 1일 곤명초등학교로 교명 변경

완사초등학교
- 1936년 4월 1일: 곤명공립보통학교 부설 금성간이학교 설립인가
- 1944년 4월 1일: 완사국민학교로 승격
- 1996년 3월 1일: 완사초등학교로 교명 변경
- 1997년 2월 17일: 신축 학교로 이전

통합 곤명초등학교
- 2012년 3월 1일: 곤명초등학교 통폐합으로 통합 본교인 완사초등학교가 곤명초등학교로 교명 변경

## 참고 자료
- 곤명초등학교 - 한국교육학술정보원 학교알리미